# Chandrapur (zamindari)
Chandrapur (o Chandrapur i Padmapur) fou un territori del tipus zamindari, propietat primer del govern britànic, al districte de Sambalpur a les Províncies Centrals. Es va formar el 1860 amb dues parganes del govern i zamindaris expropiats als terratinents que s'havien unit a la revolta de Surendra Sa el 1857-1858. Però alguns dels zamindaris expropiats no foren units a aquest territori sinó que foren concedits a Rup Singh un notable rajput. Més tard els estats foren retornats als seus propietaris en virtut d'una amnistia i per compensar a Rup Singh es van cedir a aquest les dues parganes per 40 anys. Les dues parganes estaven a la riba del Mahanadi, Padmapur a uns 64 km al nord-oest de Sambalpur, i Chandrapur 30 km més endavant en direcció oest (amb un tros de l'estat de Raigarh entre les dues). La superfície era de 777 km² i població el 1881 de 66.589 habitants amb 248 pobles.